# Пимен (Хмелевский)
Архиепи́скоп Пи́мен (в миру Дми́трий Евге́ньевич Хмеле́вский или Хмелевско́й; 26 сентября 1923, Смоленск — 10 декабря 1993, Саратов) — епископ Русской православной церкви, архиепископ Саратовский и Вольский.

## Биография

### Ранние годы
Родился в 1923 году в Смоленске. Отец — Евгений Михайлович Хмелевский, окончил юридический факультет Московского университета, работал юрисконсультом сначала в Москве, а с 1918 — в Смоленском отделении госбанка. Мать — Мария Евгеньевна Львова, происходила из старинного дворянского рода.
Родители были глубоко верующими и интеллигентными людьми. Дмитрий был единственным ребёнком в семье. Впоследствии владыка вспоминал: «В Церковь меня привело восхищение перед красотой, которую я, будучи ещё ребёнком, видел, посещая храмы с матерью. Потом пришли годы, когда Церковь стали преследовать, церковнослужителей и сами храмы уничтожать, а иконы, собранные в громадные кучи, сжигать. При виде всего этого крепло во мне чувство — защитить эту красоту, отдать вере жизнь и связать с ней свою судьбу навсегда и бесповоротно».
Окончил среднюю школу в Смоленске. Там же его застало начало Великой Отечественной войны и оккупация Смоленска.

### Начало церковного служения
От болезни и голода умерли его родители, сам Дмитрий уехал в Белоруссию. 5 октября 1943 года указом митрополита Минского и Белорусского Пантелеимона (Рожновского) и с благословения своего духовника протоиерея Иоанна Голуба направлен на послушание в Жировицкий мужской монастырь.
16 февраля 1944 году был пострижен в монашество с именем Пимен наместником монастыря игуменом Боголепом (Анцухом). В монастыре исполнял обязанности ризничего, келаря и секретаря канцелярии.
27 октября 1944 года архиепископом Минским и Белорусским Василием (Ратмировым) рукоположён в сан иеродиакона.
С июня 1946 года, согласно определению архиепископа Василия, посещал в качестве вольнослушателя пастырско-богословские курсы при монастыре, преобразованные затем в Минскую духовную семинарию, постоянным слушателем которых был зачислен в марте 1947 года.
К 1947 году он меняет и свое гражданское имя на иноческое, в паспорте значилось — Пимен Евгеньевич Хмелевской.
20 мая 1949 года архиепископом Минским и Белорусским Питиримом (Свиридовым) в Свято-Успенском храме Жировицкой обители возведён в сан иеромонаха и в тот же день награждён набедренником.
В 1949 году окончил Минскую Духовную семинарию, имея в аттестате всего три «четвёрки». После семинарии направлен в Московскую духовную академию. В 1951—1953 года — благочинный академического и семинарского духовенства.
Весной 1953 года окончил МДА со степенью кандидата богословия, с правом на магистра без новых устных испытаний, заняв второе место в разрядном списке. Кандидатское сочинение на тему «Святоотеческое учение о духе, душе и теле человека в связи с вопросом о его нравственном совершенстве» аттестовано баллом «пять».
С 1953 — профессорский стипендиат Московской духовной академии (стипендиатский отчёт «Христианское учение о духе, душе и теле по трудам епископа Феофана и епископа Игнатия Брянчанинова»), преподаватель катехизиса, исполнял обязанности священника домовой церкви в резиденции Патриарха Алексия I в Москве.

### Служение на Святой Земле
3 мая 1955 года решением Священного Синода командирован в Израиль для работы в Русской Духовной Миссии в Иерусалиме в должности члена Миссии. 20 февраля 1956 года решением Священного Синода назначен начальником Русской духовной миссии в Иерусалиме.
27 марта 1956 года Архиепископом Тивериадским Венедиктом (Пападопулосом) в храме Миссии во имя святой мученицы царицы Александры в Иерусалиме возведён в сан архимандрита с возложением на него креста с украшениями и митры и вручением жезла, согласно положению о Начальнике Русской Духовной Миссии в Иерусалиме.
Служение архимандрита Пимена в Иерусалиме проходило в тяжелых экономических условиях на фоне многочисленных политических конфликтов, арабо-израильских столкновений и связанных с ними попытках самовольного захвата зданий и земли Миссии.
Служа на Святой Земле, вёл дневник, в котором фиксировал то, что волновало его в дни пребывания на Святой Земле. Кроме того, много фотографировал при помощи приобретённого им фотоаппарата «Rolleicord».

### Наместник Троице-Сергиевой Лавры
В 1957 году назначен помощником наместника Троице-Сергиевой лавры, которым в ту пору был архимандрит Пимен (Извеков). 12 ноября того же года назначен Наместником Троице-Сергиевой Лавры.
Одновременно преподавал в Московской духовной академии: в 1957—1958 — пастырское богословие, в 1960—1966 — логику. С 1958 года — доцент.
Уделял много внимания удел производившимся в лавре ремонтно-реставрационным работам. В эти годы он близко знакомится со многими деятелями культуры, такими как художники Р. Кент, Н. А. Бенуа, композитор Б. Бриттен, виолончелист М. Ростропович, певица Г. Вишневская, писатель К. Чуковский и многие другие. Некоторые из них на долгие годы стали его друзьями.
По воспоминаниям митрополита Варнавы (Кедрова), бывшего в те годы насельником Троице-Сергиевой лавры: «Времена, когда он стал наместником, были очень тяжелые, хрущевские. <…> Он образование имел и знания необходимые, все законы знал, всем отпор давал, мудрый был. Хотели закрыть Лавру, но он всегда выходил из положения. Например, воду отключили. <…> Или — обложили монахов налогом. За келью, за свет, за тепло, за питание. Тоже отстоял, хотя в Москву постоянно ездить приходилось. Старались выписать монахов из Лавры, под всякими предлогами. Но ни один монах не пострадал при нём, так он всех защищал. Аскет был, ничего у себя не имел, не как наместники бывают… Кушать приходил всегда в трапезу, дома ничего не готовил. В простой рясе, как все монахи, ходил, греческой не имел. Митра одна была — в ней и служил все время. Облачение как у всех, простенькое. Когда уезжать пора пришла, вообще ничего не взял с собой, с чем пришёл в Лавру, с тем из нее и ушёл. Он один из наместников такой нестяжательный был, для себя — ничего. Строгий был, требовал порядка, те, кто распущено жили, не любили его. Служил все праздничные, большие службы. Не любил, правда, чтобы много духовенства с ним служило. Две пары, больше не допускал».
Будучи наместником лавры порой оказывал сопротивление советским властям. Уполномоченный Совета по делам Русской православной церкви в Московской области А. А. Трушин в 1961 году говорил о нем следующее: «В отношении экскурсий. Здесь надо исправлять и наместника. Хотя он и говорит, что мы делаем все, как вы говорите, что, мол, мы принимаем только те делегации, которые интересуются делами церкви, но на самом деле это все не так. В отличие от предыдущих наместников, этот самый хитрый. Он совсем обнаглел и распоясался. Видимо, мы вскоре его уберем и поставим другого, более деликатного, который бы считался с советскими законами».
13 мая 1963 года, «в ознаменование 50-летия служения Патриарха [ Алексия I ] в епископском сане и в память совместного церковного служения», награждён церковным орденом святого князя Владимира I степени.

### На Саратовской кафедре
22 декабря 1964 года решением Священного Синода по совершении наречения и хиротонии, архимандриту Пимену определено быть епископом Саратовским и Волгоградским.
10 января 1965 года в трапезном храме Троице-Сергиевой Лавры хиротонисан во епископа Саратовского и Волгоградского. Хиротонию совершили: Патриарх Московский и всея Руси Алексий I, митрополит Крутицкий и Коломенский Пимен (Извеков) и епископ Волоколамский и Юрьевский Питирим (Нечаев).
29 января 1965 года прибыл в Саратов. В первые два года пребывания на кафедре провёл большие реставрационные работы в Свято-Троицком кафедральном соборе в Саратове. Настоял на возвращении церкви пяти приходов в Волгоградской области, закрытых в хрущёвское время. Сначала он пытался решить вопрос в местных органах, но после отказов добился согласия Москвы на возврат храмов. Сам владыка так описывал возобновление богослужений в церкви Рождества Христова в Нижней Добринке: «Верующие пришли к секретарю райисполкома просить об открытии храма, тот показал им свою палку-трость и сказал: „Видите: как на этой палке никогда не будут зеленеть листья, так никогда вам не видать этого храма“. И вдруг — распоряжение из Москвы: „церковь открыть“».
С 27 февраля по 30 июля 1968 года епископ Пимен временно управлял Астраханской епархией. За столь короткий срок посетил её трижды.
Много проповедовал, в том числе на исторические темы. Будучи на Саратовской кафедре, продолжил общение с представителями творческой интеллигенции, приобщал их к Церкви. 2 мая 1970 года в своей домовой церкви обвенчал М. Ростроповича и Г. Вишневскую, позднее крестил актрису И. Муравьёву. Любил и хорошо знал симфоническую и оперную классику. У него была огромная фонотека, состоящая из 3600 пластинок, в том числе с авторскими автографами. В 1990 году архиепископ Пимен был почётным членом жюри Международного конкурса им. Чайковского.
9 октября 1977 года владыка Пимен был возведен в сан архиепископа. К 1000-летию Крещения Руси добился разрешения на строительство в камне трёх храмов в Волгоградской области — в гг. Михайловка и Фролово и в с. Средняя Ахтуба, вместо обветшавших и тесных молитвенных домов постройки середины 1940-х годов.
Был членом Общественного комитета спасения Волги, лично обращался к бывшему Председателю Верховного Совета СССР А. И. Лукьянову и написал ему письмо, где изложил ряд конкретных мероприятий для улучшения экологии бассейна Волги.
В последние годы жизни много сделал для возвращения церкви храмов — за два года были открыты 70 церквей. В связи с большим количеством приходов, Волгоградская область 31 января 1991 года отошла к возрождённой Волгоградской епархии, а в управлении архиепископа Пимена остались приходы, находившиеся на территории Саратовской области, в связи с чем стал именоваться архиепископом «Саратовским и Вольским».
При его непосредственном участии в 1991 году была открыта Саратовская духовная семинария (на праздничном акте по случаю открытия 28 августа 1992 года подарил ей более двухсот книг из своей личной библиотеки), церкви возвращён Свято-Алексеевский скит женского монастыря в Саратове. В 1991 году стал выходить журнал «Саратовские епархиальные ведомости». В 1992 г была отстроена и освящена часовня Блаженной Ксении в Саратовской исправительно-трудовой колонии №33. В том же году был возвращен Алексиевский женский монастырь. В декабре 1992 года стала выходить газета «Православная Вера». Стало возможным чтение лекций о Православии на радио и по телевидению. 21-22 июня 1993 года в Саратовской епархии побывал с официальным визитом Патриарх Московский и всея Руси Алексий II. Тем не менее, архиепископ Пимен в последние годы жизни тяжело болел, помощников у него было мало, а сил эффективно управлять епархией почти не осталось.
Скончался 10 декабря 1993 года. Похоронен в ограде Свято-Троицкого кафедрального собора в Саратове.

## Дни памяти архиепископа Пимена
В Саратове, начиная с декабря 2003 (10-й годовщины кончины владыки Пимена), регулярно проходят Дни памяти архиепископа Пимена. В 2005 в открытии Дней памяти принимал участие М. Л. Ростропович. В рамках Дней памяти Саратовская епархия и Саратовский государственный университет организуют Пименовские чтения, задача которых — «осмысление исторического опыта Русской Православной Церкви, роли Православия в деле духовного возрождения Отечества, определение путей реального соработничества церковной и светской науки в области культурного и нравственного просвещения современного российского общества».

## Публикации
статьи и проповеди
- Летопись церковной жизни: письма из Палестины (праздник в Яффе) // Журнал Московской Патриархии. 1956. — № 7. — С. 26-27.
- По святым местам Палестины // Журнал Московской Патриархии. 1957. — № 3. — С. 17-26.
- На торжествах интронизации Патриарха Иерусалимской Церкви // Журнал Московской Патриархии. 1957. — № 4. — С. 73-74.
- Благотворное влияние Лавры Преподобного Сергия на формирование пастырского самосознания у питомцев духовных школ // Журнал Московской Патриархии. 1958. — № 4. — С. 53-60
- Англиканские монахи — гости Русской Православной Церкви // Журнал Московской Патриархии. 1958. — № 7. — С. 30-36
- Иноческий постриг // Журнал Московской Патриархии. 1959. — № 5. — С. 22-25.
- Кафедральный собор в Смоленске и икона Божией Матери «Одигитрия» // Журнал Московской Патриархии. 1967. — № 9. — С. 23-27.
- Выступление на первом заседании 2-й рабочей группы [Конференции представителей всех религий в СССР за сотрудничество и мир между народами] 2 июля 1969 года // Журнал Московской Патриархии. 1969. — № 10. — С. 36-37
- Воскресение из мертвых (слово на Пасхальной неделе) // Журнал Московской Патриархии. 1978. — № 4. — С. 34-37.
- «Неуслышанные молитвы» // Журнал Московской Патриархии. 1978. — № 6. — С. 37-38.
- Ходатаица о мире // Журнал Московской Патриархии. 1978. — № 8. — С. 56-58.
- Слово злое и слово доброе // Журнал Московской Патриархии. 1980. — № 10. — С. 27-29.
- О трезвости // Журнал Московской Патриархии. 1981. — № 3. — С. 37-38.
- Из истории Смоленской епархии // Журнал Московской Патриархии. 1984. — № 10. — С. 6-9.
- Памяти военных лет // Журнал Московской Патриархии. 1985. — № 7. — С. 42-46.
- Тишина мирного духа // Журнал Московской Патриархии. 1988. — № 1. — С. 38-39.
- Снисходительность // Журнал Московской Патриархии. 1988. — № 3. — С. 40-41.
- Здоровье // Журнал Московской Патриархии. 1989. — № 6. — С. 36-37.
- Красота природы // Журнал Московской Патриархии. 1989. — № 10. — С. 37-38.
- Всегда с Богом // Журнал Московской Патриархии. 1990. — № 8. — С. 49.
- Время // Журнал Московской Патриархии. 1992. — № 6. — С. 7.
- Дела Божии // Журнал Московской Патриархии. 1993. — № 4. — С. 51.

книги
- Всегда с Богом : [Проповеди, дневники, богосл. работы]. — Саратов : Летопись : Издат. центр Сарат. гос. социал.-экон. ун-та, 2000. — 222 с. — ISBN 5-85559-068-2
- Дневники. Русская Духовная Миссия в Иерусалиме, 1955—1957. — Саратов : Изд-во Саратовской епархии, 2008. — 511 с. — ISBN 978-5-98599-058-4
- Дневники. Свято-Троицкая Сергиева лавра. 1957—1964. — Саратов : Изд-во Саратовской митрополии, 2011. — 574 с. — ISBN 978-5-98599-116-1
- Дневники. Саратовская епархия. Ч. 1: 1965—1984. — Саратов : Изд-во Саратовской митрополии, 2014. — 709 с. — ISBN 978-5-98599-152-9
- Дневники. Саратовская епархия. Ч. 2: 1985—1993. — Саратов : Изд-во Саратовской митрополии, 2014. — 686 с. — ISBN 978-5-98599-153-6